# Спектроскопия многократно ионизованных атомов (история достижений)
Спектроскопия многократно ионизованных атомов - этот раздел спектроскопии имеет дело с излучением атомов, лишенных нескольких электронов (многократно ионизованные атомы  (МИА), многозарядные ионы, высокоионизованные атомы). МИА наблюдаются в очень горячей плазме (лабораторной или астрофизической) или в экспериментах на ускорителях (пучок-фольга, электронно-пучковые ловушки ионов (EBIT)). Самые низковозбужденные электронные оболочки МИА обычно распадаются в стабильные основные состояния с испусканием фотонов в вакуумном ультрафиолете и мягкой рентгеновской области спектра (так называемые резонансные переходы).

## Познание природы света
После открытия Ньютоном спектральной структуры белого света (17е столетие) и последующих исследований структуры света (Гук,  Гюйгенс, Юнг) Фраунгофер провел наблюдения и измерения длин волн темных линий  в спектре Солнца (они носят теперь его имя, хотя некоторые из них наблюдал ранее Волластон). Видимо, это можно назвать первыми фундаментальными исследованиями в спектроскопии.
Позднее Бунзен и Кирхгоф обнаружили, что фраунгоферовы линии соответствуют эмиссионным линиям, наблюдаемым в лабораторных источниках света, и тем самым заложили основы для спектрохимического анализа в лаборатории и в астрофизике.

## Первые шаги спектроскопии
В 19-м столетии появились новые технологии, такие как фотография, изобретение Роуландом вогнутой дифракционной решетки, а также работы Шумана по открытию вакуумного ультрафиолета (ВУФ) (использование флюорита для призм и линз, низкожелатиновые  фотопластинки и поглощение УФ излучения с длиной волны короче 185 нм воздухом). Это обеспечило быстрое продвижение в сторону коротких длин волн. Именно в это же время Лайвинг и Дьюар открыли серии в спектре натрия, Хартли нашел, что в волновых числах имеются постоянные разности, Бальмер нашел соотношения, связывающие длины волн в видимом спектре водорода и, наконец, Ридберг[13] вывел формулу для волновых чисел спектральных серий.

## Квантовая физика
В первом десятилетии 20-го столетия возникли основы квантовой теории (Планк, Эйнштейн), а также интерпретации спектральных серий водорода в вакуумном ультрафиолете Лайманом и в инфракрасной области спектра Пашеном. Ритц сформулировал свой комбинационный принцип.
В 1913 году Бор создал свою квантовомеханическую модель атома. Это стимулировало эмпирический анализ энергетической структуры (термов) атомов (см.  ссылки стр. 83).
В 1920-30 годах Паули, Гейзенберг, Шредингер и Дирак развили фундаментальные концепции квантовой механики. Понятие спина и принципа исключения для состояний электронов позволило установить, как электронные оболочки атомов заполняются с возрастанием атомного номера.

## Многократно ионизованные атомы
Дальнейший прогресс в изучении структуры электронных оболочек атомов происходил в тесной связи с продвижением в коротковолновую область ВУФ.
Милликен, Сойер и Боуэн использовали электрические разряды между электродами в вакууме (вакуумная искра) и наблюдали ряд спектральных линий вплоть до 13 нм. Они приписали эти линии многократным ионам. В 1927 году Осгуд и Хоуг сообщили о создании спектрографов с вогнутой дифракционной решеткой в скользящем падении и сфотографировали линии до 4,4 нм (Kα  углерода). Довилье использовал кристалл из жирных кислот с большой постоянной кристаллической решетки и продвинулся вверх по мягкой рентгеновской области до 12,1 нм, что перекрыло зазор в длинах волн. В то же время Зигбан сконструировал очень совершенный спектрограф скользящего падения, позволивший Эриксону и Эдлену получить спектры вакуумной искры высокого качества и надежно идентифицировать линии МИА вплоть до O VI, пятикратно ионизованного кислорода. Гротриан разработал графическое представление энергетической структуры атомов (диаграммы Гротриана). Рассел и Соундерс предложили свою схему связи для спин-орбитального взаимодействия и общепринятые ныне обозначения для уровней энергии.
Теоретические квантовомеханические расчеты оказались довольно точными для описания энергетической структуры некоторых простых электронных конфигураций. Результаты таких расчетов были обобщены Кондоном и Шортли в 1935 году.

## Наблюдения и идентификации спектров МИА
Эдлен  в течение многих лет проводил тщательный анализ спектров МИА для большого числа химических элементов и установил закономерности в энергетической структуре МИА для многих изоэлектронных последовательностей (ионов с одинаковым числом электронов, но различным зарядом ядра). Были исследованы спектры довольно высоких кратностей ионизации (например Cu XIX).
Наиболее знаменательное событие произошло в 1942 году, когда Эдлен осуществил идентификацию ряда линий в спектрах солнечной короны на основе тщательного анализа спектров МИА. Было доказано, что электронная температура короны достигает миллиона градусов, что сильно изменило понимание физики солнца и звезд.
После второй мировой войны начались эксперименты по наблюдению ВУФ излучения солнца за пределами земной атмосферы с помощью аэростатов и ракет (См. Рентгеновская астрономия). Более интенсивные исследования продолжились с 1960 года с запуском спектрометров на спутниках.
В то же самое время развивается лабораторная спектроскопия МИА как источник данных для диагностики горячей плазмы в термоядерных устройствах ( См. Управляемый термоядерный синтез), эксперименты на которых начались со стелларатора Спитцера и продолжились на токамаках, Z-пинчах и в лазерной плазме. Исследования на ускорителях ионов стимулировали спектроскопию пучок-фольга как средство для измерения времен жизни возбужденных состояний МИА. Было получено много данных об энергетических уровнях, автоионизационных состояниях и внутриоболочечных возбуждениях.
Наряду с экспериментами создавались теоретические и вычислительные методы получения данных для идентификации новых спектров и интерпретации наблюдаемых интенсивностей спектральных линий. Новые лабораторные и теоретические данные использовались во внеатмосферной спектроскопии. В 1990-2000 гг произошел настоящий бум работ по МИА в США, Англии, Франции, Италии, Израиле, Швеции, СССР и других странах.

## Российские исследования спектров МИА
В СССР работы по получению спектров МИА были инициированы С.Л.Мандельштамом в лаборатории спектроскопии ФИАН в 1964 году в связи с потребностью в интерпретации получаемых в космосе коротковолновых спектров Солнца. В лаборатории была создана плазменная установка типа тета-пинч для наблюдения спектров в ВУФ области, и использовалась традиционная вакуумная искра. Были получены спектры ионов серы и кальция. В совместных с лабораторией квантовой радиофизики (КРФ) Н.Г. Басова экспериментах в лазерной плазме на твердых мишенях получены ВУФ спектры ионов элементов, обильных на Солнце. В дальнейшем спектры  МИА интенсивно изучались в КРФ в мягкой рентгеновской области.
В ФИАНе также проводились теоретические работы по расчету энергетической структуры, сечений возбуждения и ионизации МИА, а также большой роли диэлектронной рекомбинации в процессах солнечной короны и в лабораторной плазме.
После создания в 1968 году Института спектроскопии (ИСАН) в Троицке под руководством С.Л.Мандельштама  изучение спектров МИА в ВУФ области продолжилось, для чего был создан уникальный вакуумный спектрограф с дифракционной решеткой  радиусом 6,65 метров и 1200 штрихов на миллиметр, а также модернизирован спектрограф ДФС-26 путем установки решетки 3600 шт/мм радиусом 3 метра. Это позволило начать изучение сложных ВУФ спектров в области 50 - 2000 ангстрем (с заполняющейся 3d электронной оболочкой), продолжившееся в течение более полувека А.Н.Рябцевым и его сотрудниками.  Одновременно развивались теоретические и полуэмпирические методы расчета энергетической структуры МИА, без сочетания с которыми интерпретация наблюдаемых спектров невозможна.
При получении сложных спектров МИА с высоким разрешением, содержащих тысячи спектральных линий большое внимание приходится уделять метрологическому обеспечению обработки спектров, для чего использовались высокоточные автоматизированные компараторы, а в последнее время - сканеры с высоким разрешением. В конце XX века развитие микроканальных приемников привело к прекращению выпуска шумановских фотопластинок фирмами Kodak и Ilford, и пришлось обратиться к вошедшим в биомедицинскую практику эмульсиям с фотостимулируемой люминесценцией (ФСЛ). Это сделали в NIST, и в ИСАНе тоже пришлось перейти к этой практике. Однако, метрологические цели пока не удовлетворяются из-за более низкого, чем у фотопластинок, разрешения. 
Для информационного обеспечения в ИСАНе А.Е.Крамидой была создана была создана база по библиографии атомных данных для МИА BIBL, которая продолжает пополняться до настоящего времени в сотрудничестве с NIST.
Изучение спектров МИА, а также связанных процессов в плазме К.Н.Кошелевым с сотрудниками  нашли свое практическое применение в создании эффективных источников ВУФ-излучения для литографии и технологических приложений.

## Перспективы
Новая страница в спектроскопии МИА открылась в 1986 году с созданием Левином и Маррсом в Ливерморской национальной лаборатории им. Лоуренса электронно-пучковых ионных ловушек (ЭПИЛ - англ.: EBIT) в результате благоприятного синтеза новейших высоких технологий, таких как криогеника, сверхвысокий вакуум, сверхпроводящие магниты, мощные электронные пучки и полупроводниковые детекторы излучения. Очень быстро ЭПИЛ были созданы во многих странах (см. детальный обзор NIST). С ЭПИЛ открылось новое широкое поле для спектроскопических исследований, таких как наблюдение спектральных линий высших степеней ионизации (до водородоподобного U92+), измерения длин волн запрещенных переходов и времен жизни соответствующмх уровней, определение сверхтонкой структуры энергетических уровней ионов, сечений ионизации, возбуждения, диэлектронной рекомбинации, перезарядки, наблюдение октупольных распадов, проверка выводов квантовой электродинамики и прочее. (обзоры).